# Aunou-sur-Orne
Aunou-sur-Orne ist eine auf 200 Metern über Meereshöhe gelegene Ortschaft im Département Orne in der Normandie. Die französische Gemeinde gehört zum Arrondissement Alençon und zum Kanton Sées. Nachbargemeinden sind Chailloué mit Neuville-près-Sées im Nordwesten, Saint-Léonard-des-Parcs im Nordosten, Trémont im Osten, Boitron im Südosten, Neauphe-sous-Essai im Süden und Sées im Südwesten. In Aunou-sur-Orne entspringt der Fluss Orne.

## Bevölkerungsentwicklung
| Jahr      | 1962 | 1968 | 1975 | 1982 | 1990 | 1999 | 2008 | 2018 | 2021 |
| --------- | ---- | ---- | ---- | ---- | ---- | ---- | ---- | ---- | ---- |
| Einwohner | 315  | 273  | 227  | 207  | 257  | 255  | 262  | 262  | 268  |

## Sehenswürdigkeiten

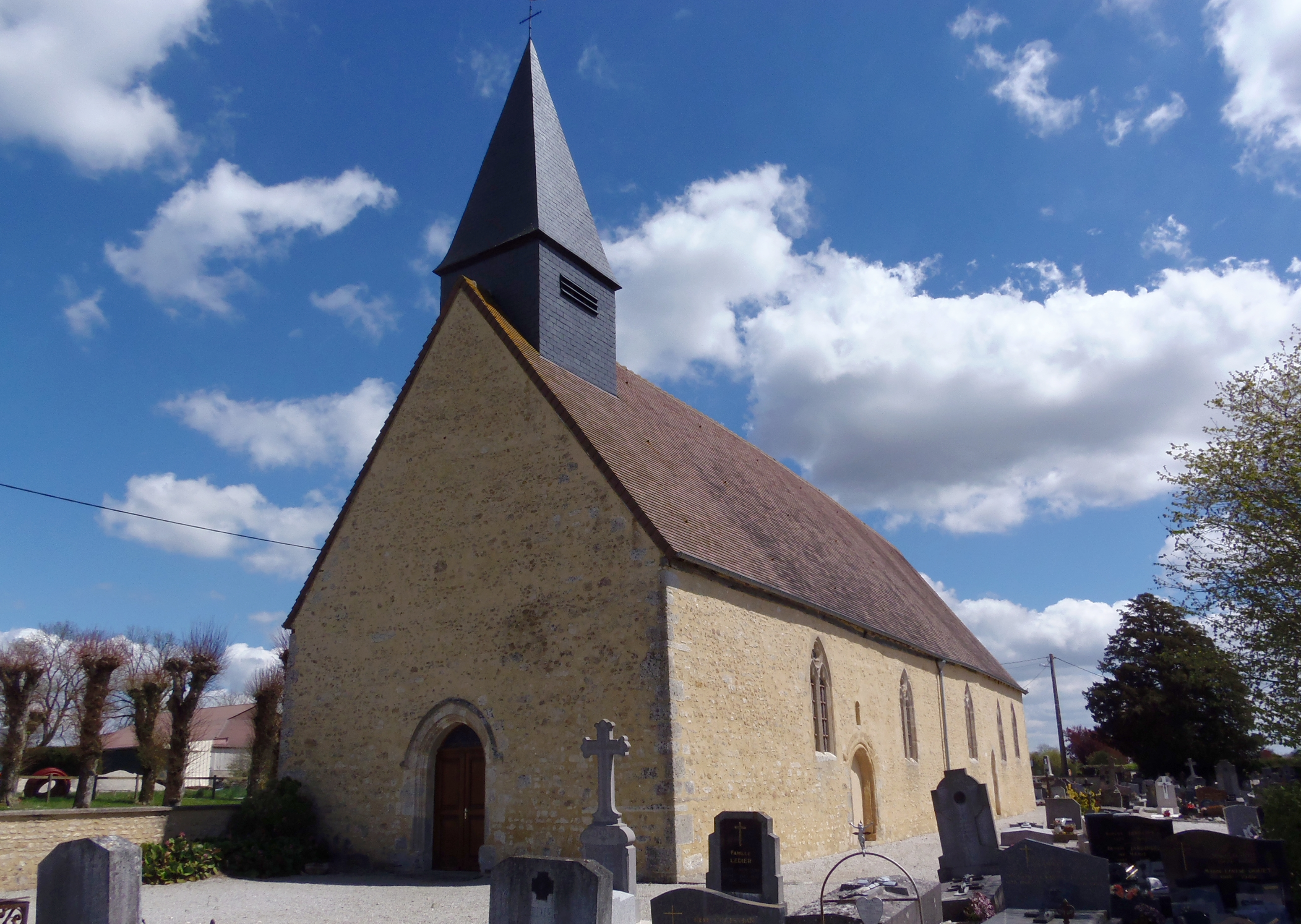
Kirche Sainte-Eulalie

- Kirche Sainte-Eulalie